# Правий Малий Сернур
Правий Малий Серну́р (рос. Правый Малый Сернур, марій. Кугу Илешъял) — присілок у складі Сернурського району Марій Ел, Росія. Входить до складу Сердезького сільського поселення.

## Населення
Населення — 16 осіб (2010; 18 у 2002).
Національний склад (станом на 2002 рік):
- марі — 100 %